# Rothemühle (Schwülper)
Rothemühle ist ein Ortsteil der Gemeinde Schwülper im Landkreis Gifhorn in Niedersachsen.

## Geographie und Verkehrsanbindung
Rothemühle liegt im äußersten Südwesten des Landkreises Gifhorn, nur rund einen Kilometer von der Stadtgrenze Braunschweigs entfernt. Zum Ortsteil Rothemühle gehören auch die Wohnplätze Hülperode und Klein Schwülper.
Im Osten von Rothemühle befindet sich das 1996 errichtete Naturschutzgebiet Nördliche Okeraue zwischen Hülperode und Neubrück, das von der Oker durchflossen wird.
Durch Rothemühle verläuft die Kreisstraße 53, die in Norden über Klein Schwülper bis zur Landesstraße 321 führt, und im Süden in Hülperode endet. Am Südrand von Rothemühle beginnt die Kreisstraße 121, die in östlicher Richtung bis nach Walle führt.
Die Bundesstraße 214 führt rund einen Kilometer westlich von Rothemühle vorbei, sie ist von Rothemühle aus über Klein Schwülper oder Hülperode zu erreichen. Die Bundesstraße 214 führt in nördlicher Richtung über Celle bis nach Lingen (Ems), und in südlicher Richtung bis nach Braunschweig zur Bundesautobahn 392.
Die Bundesautobahn 2 verläuft wenige hundert Meter südlich von Rothemühle vorbei. Von Rothemühle aus ist sie über die Anschlussstelle Braunschweig-Watenbüttel erreichbar.
Linienbusse fahren von Rothemühle bis nach Braunschweig und Groß Schwülper.

## Geschichte
Die erste bekannte Erwähnung von Rothemühle datiert auf das Jahr 1196. Ein in Klein Schwülper aufgestellter Gedenkstein erinnert daran.
Bis zur Gebietsreform in Niedersachsen am 1. März 1974 gehörte Rothemühle zur Gemeinde Klein Schwülper, die gemeinsam mit Groß Schwülper, Lagesbüttel und Walle zur Gemeinde Schwülper fusionierte.

## Infrastruktur

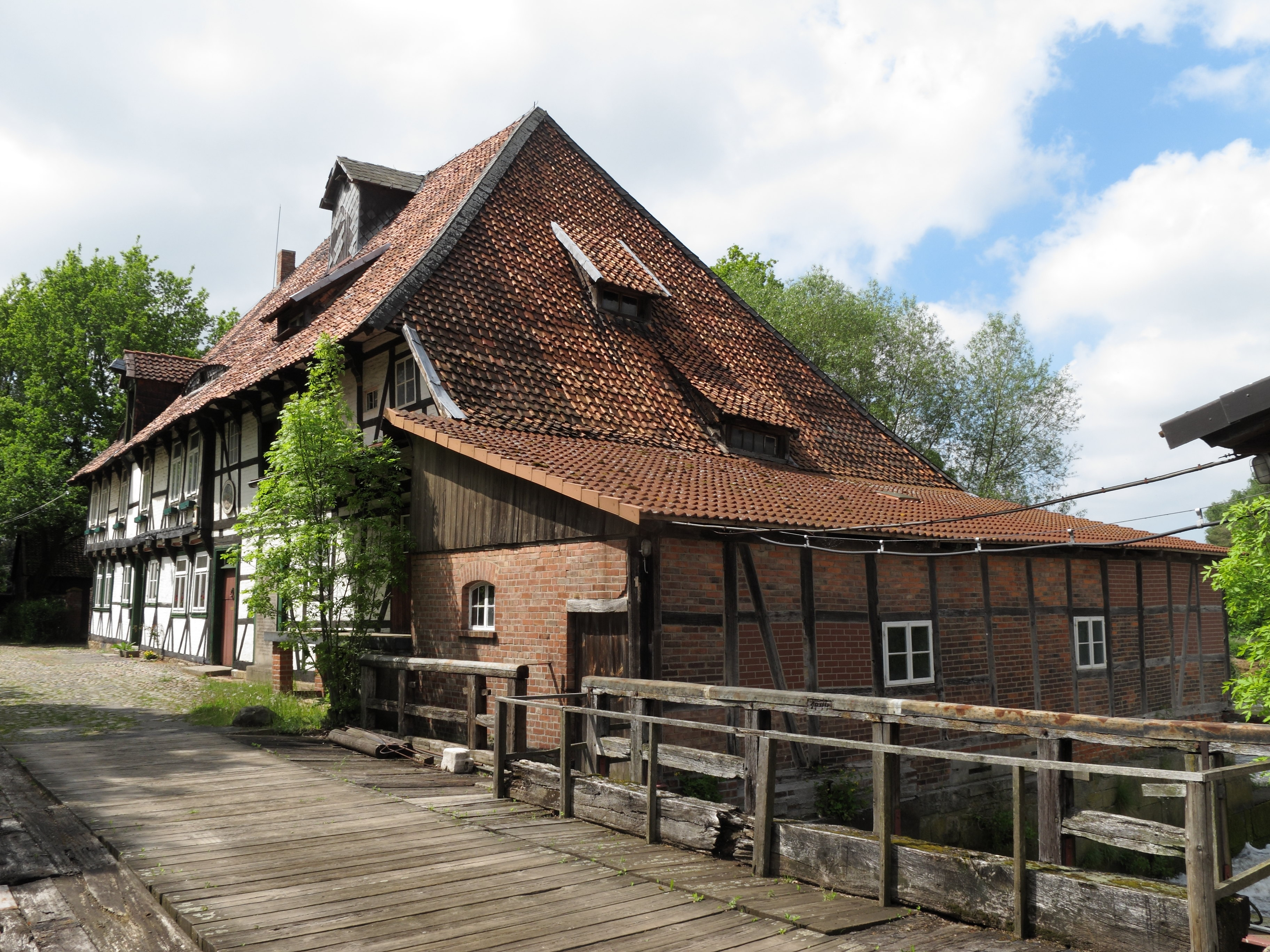
Wassermühle

In Rothemühle befindet sich das Dorfgemeinschaftshaus mit einer Mehrzweckhalle und dem Feuerwehrhaus der Freiwilligen Feuerwehr. Für Kinder steht ein Spielplatz zur Verfügung. In der ehemaligen Schule betreibt heute das Deutsche Rote Kreuz eine am 5. September 2005 eröffnete Kindertagesstätte.
Der Sportverein „TSV Rothemühle e.V.“ wurde am 3. Dezember 1921 gegründet. Seine sportlichen Aktivitäten finden auf dem Sportplatz in Rothemühle, wo sich auch ein Sportheim befindet, oder in der Mehrzweckhalle in Rothemühle statt. Der Verein bietet die Sportdisziplinen Darts, Fußball, Gymnastik, Klettern, Radsport, Seilspringen, Tanz und Tischtennis an. Sportschießen findet im Schießheim „Olympia“ der „Kameradschaft Klein Schwülper-Rothemühle-Hülperode“ in Rothemühle statt.
Der Friedhof besteht gemeinsam mit Klein Schwülper.
Unter Denkmalschutz stehen als Baudenkmale die Mühlenanlage an der Oker sowie das Gebäude „Im Winkel 9“. Die erste bekannte Erwähnung der Wassermühle Rothemühle war im Jahre 1348. Die Mühle wurde ab 1559 als Walkmühle, ab 1720 als Ölmühle und nach dem Einbau einer Turbine ab 1910 als Schrotmühle betrieben. Seit 1993 dient sie der Stromerzeugung.
Einkaufsmöglichkeiten des täglichen Bedarfs und Gastronomie sind im Dorf Rothemühle nicht vorhanden.
An der Ostseite der Bundesstraße 214 befand sich die zu Klein Schwülper gehörende Raststätte „Zwischen Harz und Heide“. Eine neue Rastanlage, der Autohof Schwülper der Straßenverkehrsgenossenschaft, entstand 2012 auf der gegenüberliegenden Straßenseite. Zu ihm gehören eine Tankstelle, ein Reisemobil-Stellplatz, ein Hermes-Paketshop, eine Waschanlage für Lastkraftwagen und ein McDonald’s-Schnellrestaurant.
Eine Kirche ist in Rothemühle nicht vorhanden. Evangelisch-lutherische Einwohner Rothemühles gehören zur St. Nikolaus-Kirchengemeinde Gr. Schwülper mit der St.-Nikolaus-Kirche in Gr. Schwülper, Katholiken gehören zur Pfarrei St. Altfrid (Gifhorn) mit der nähergelegenen Filialkirche St. Andreas (Meine). Die nächstgelegene katholische Kirche ist jedoch St. Elisabeth (Wendeburg).